# Courage (Lied)
Courage ist ein Lied des britischen Pop-Rock-Musikers Peter Gabriel, aus dem Jahr 2013.

## Entstehung und Veröffentlichung
Das Lied Courage entstand ursprünglich als Studioaufnahme für das Album So von 1986 in Gabriels eigenem Tonstudio in Ashcombe House, Swainswick, Somerset, Vereinigtes Königreich, wurde aber nie fertiggestellt, da Gabriel der Auffassung war, dass der Song nicht die beabsichtigte Wirkung besaß. Erst als Teil des So 25th Anniversary Box Set, das 2013 erschien, wurde der unvollendete Song erstmals auf Vinyl in Form einer Maxi-Single zusammen mit dem ebenfalls unvollendeten Titel Sagrada und einer alternativen Version von Don’t Give Up veröffentlicht.
Im Jahr 2014 wurde das Stück von Tchad Blake mit neuen Overdubs von Peter Gabriel und dem langjährigen Gitarristen David Rhodes abgemischt und etwa 28 Jahre nach Beginn der Arbeiten an dem Titel fertiggestellt. Die neue Version wurde veröffentlicht, um den europäischen Abschnitt von Gabriels Back to Front Tour zu unterstützen. Die digitale Single-Veröffentlichung enthält außerdem einen Remix von Courage des Remixers und Produzenten Steve Osborne mit der Bezeichnung The Hexidecimal Mix. Beide wurden zusammen als Download und im Musikstreaming veröffentlicht.
Die vollständige Albumversion wurde erst am 13. September 2019 auf dem ebenfalls nur digital erhältlichen Kompilations-Album  Flotsam and Jetsam erstmals veröffentlicht.

## Inhalt und Bedeutung
Der Liedtext zu Peter Gabriels Lied Courage beschreibt eine „Sink-or-Swim“-Einstellung im Umgang mit Veränderungen im Leben.

## Mitwirkende
(Quellen:)

### Musiker
- Peter Gabriel – Hauptgesang, Keyboards
- Manu Katché – Schlagzeug
- Daniel Lanois – E-Gitarre
- Tony Levin – Bassgitarre
- David Rhodes – E-Gitarre

### Technisches Personal
- David Bascombe – Toningenieur
- Tchad Blake – Mixing (2013 Version)
- Peter Gabriel – Songwriting, Musikproduktion
- Oli Jacobs – Toningenieur
- Kevin Killen – Toningenieur
- Daniel Lanois – Musikproduktion
- Steve Osborne – Mixing (The Hexidecimal Mix)